# Río Biya

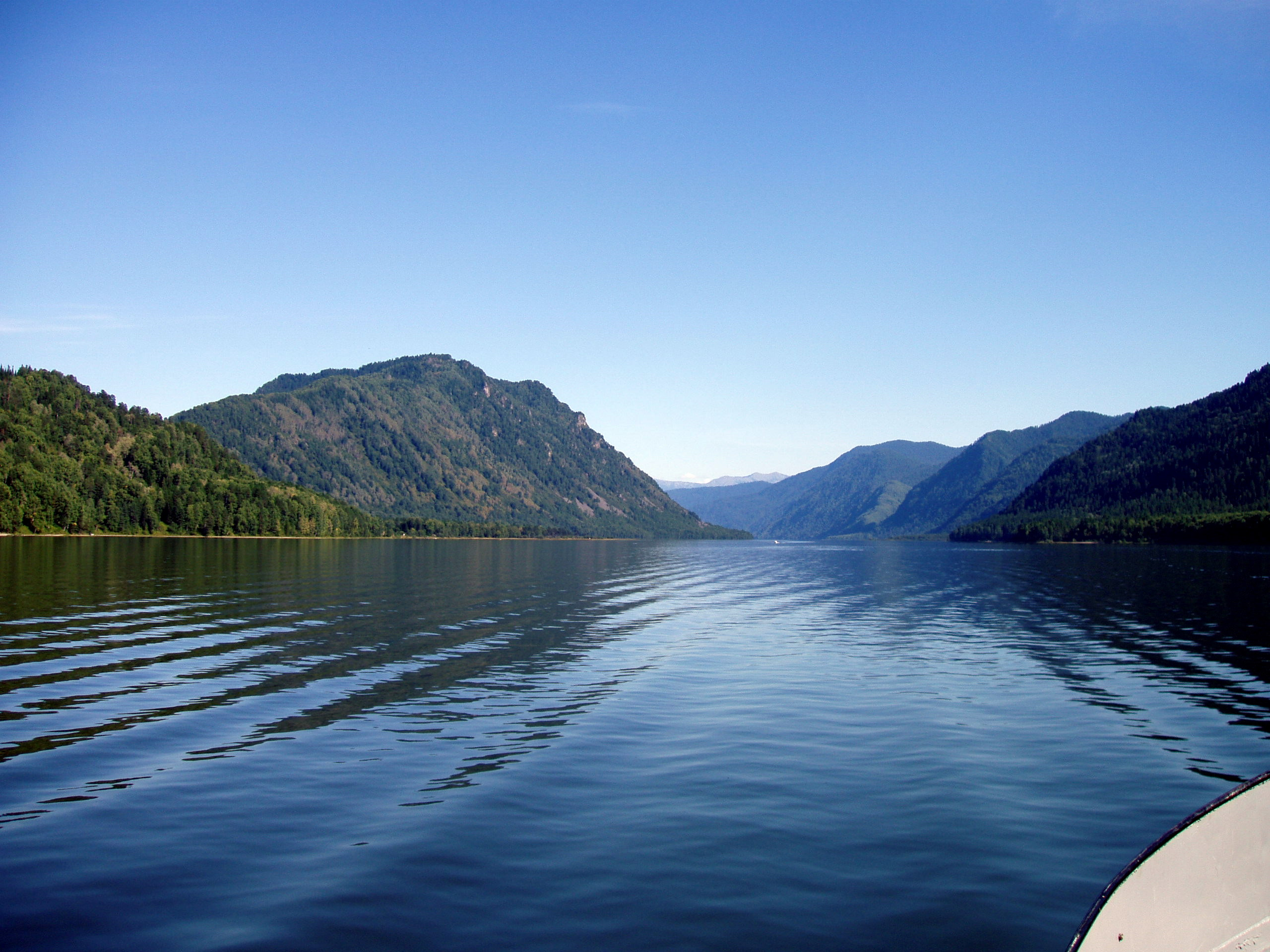
El lago Telétskoye, donde nace el río Biya.

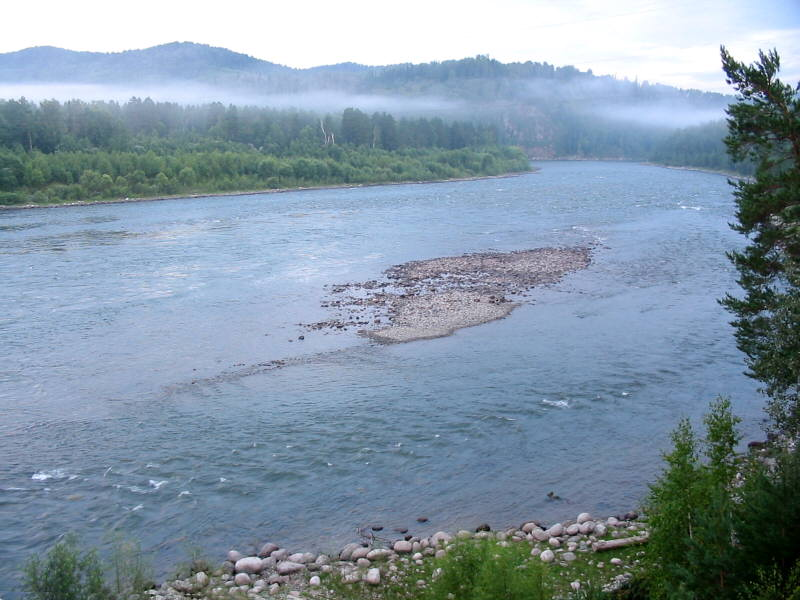
El río Biya, en su curso alto (Krai de Altái).

El río Biya (también transliterado como Bija o Biia) (en ruso Река Бия) es un río de la parte meridional de la Siberia Occidental rusa, una de las fuentes del río Obi. Su curso tiene una longitud de 301 km — 615 km si se considera el lago Telétskoye y una de sus fuentes, el río Chulyshmán— y drena una cuenca de 37.000 km² (mayor que países como Togo o Croacia). 
Administrativamente, el río discurre por la República de Altái y el krai de Altái de la Federación Rusa.

## Geografía
El río Biya nace en la vertiente septentrional del macizo de Altái, en el lago Telétskoye (80 km de longitud, unos 5 km de anchura y 233 km²). El río discurre a través de estas montañas, predominantemente en dirección norte, virando luego, poco a poco, hacia el oeste. El curso alto del río se caracteriza por ser un valle relativamente estrecho, en una región de montaña, con frecuentes rápidos. Aguas abajo, el valle se ensancha y el río toma el carácter de un río de llanura, y, cerca del importante centro industrial de Biysk (218.562 hab. en 2002), a unos 19 km al Suroeste, el río Biya se une con el río Katún, que le aborda por la izquierda, dando nacimiento al río Obi.
El río Chulyshmán, que desagua en el lago Telétskoye, puede considerarse una de sus fuentes. Este río, que nace en la República de Altái, tiene una longitud de 241 km y drena una cuenca de 16.800 km². Si se considera el sistema conjunto río Biya-lago Telétskoye-río Chulyshmán, la longitud total es de 615 km (incluyendo unos 74 km de recorrido en el propio lago, entre las bocas de ambos ríos).
Los principales afluentes del río Biya son, por la izquierda, los ríos Pyzha (Пыжа) y Sarykoksha (Сарыкокша); y, por la derecha, el río Lébed (Лебедь) (110 km y una cuenca de 4 500 km²).
El río Biya se congela desde mediados de noviembre/ principios de diciembre hasta el mes de abril. En los meses estivales, el río es navegable desde la boca hasta Biysk y, en épocas de crecida, aún 200 km aguas arriba.
El nombre del río quiere decir, en idioma altái, «hombre».
La zona del curso alto del lago Telétskoye forma parte del conjunto de las montañas Doradas de Altái, un área protegida desde 1998 por la Unesco como Patrimonio de la Humanidad.